# Bamenda

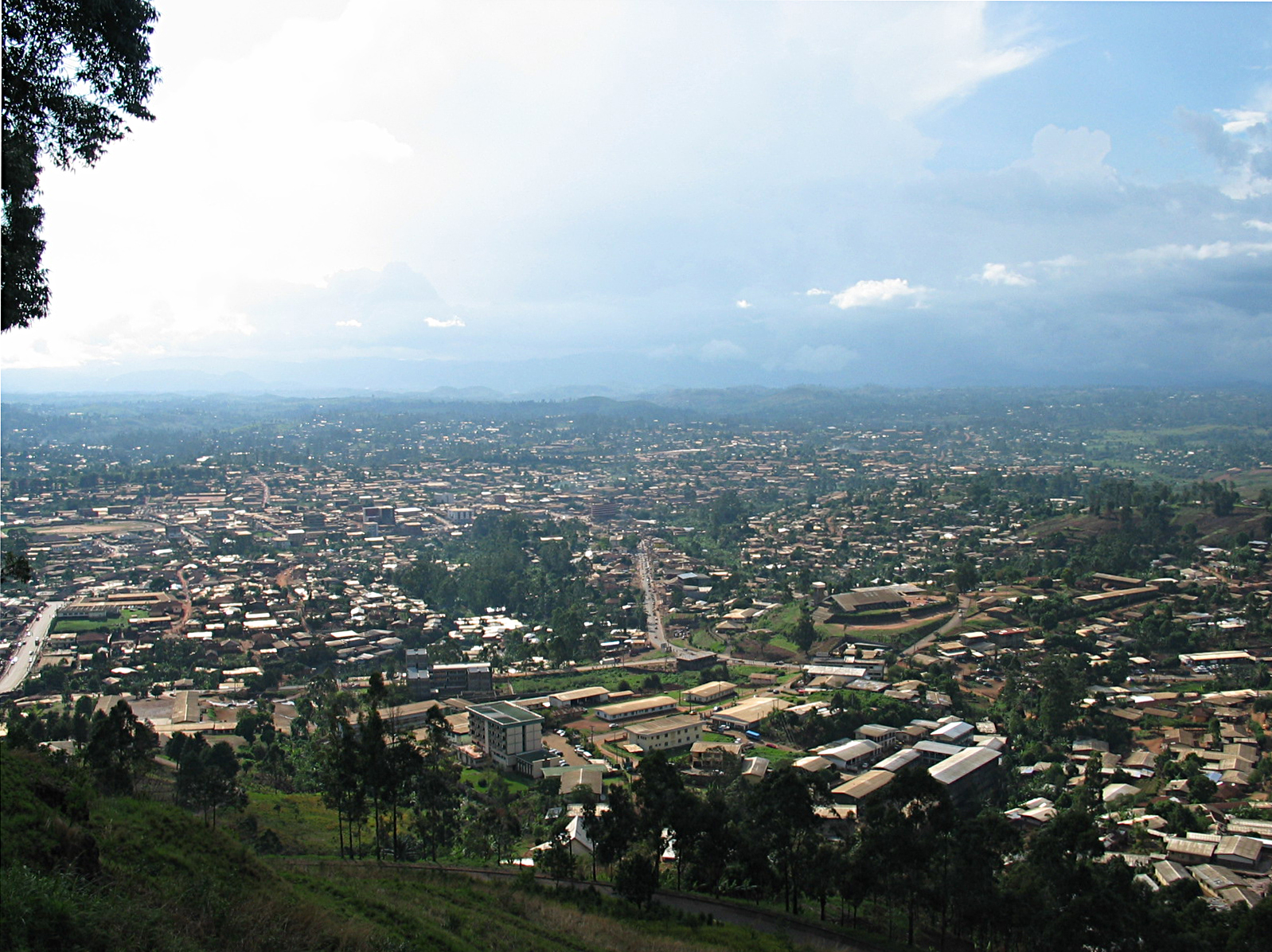
Bamenda

Bamenda ist mit etwa 350.000 Einwohnern (Schätzung 2012) die drittgrößte Stadt Kameruns. Es ist die Hauptstadt der Nordwest-Region und des Mezam Départements, und zugleich die bedeutendste wirtschaftliche und kulturelle Metropole im gleichnamigen Bamenda-Hochland. Sie liegt 366 km nordwestlich der Hauptstadt Yaoundé, am Fuß der bis zu 2621 Meter hohen Bamenda-Berge.

## Wirtschaft und Infrastruktur

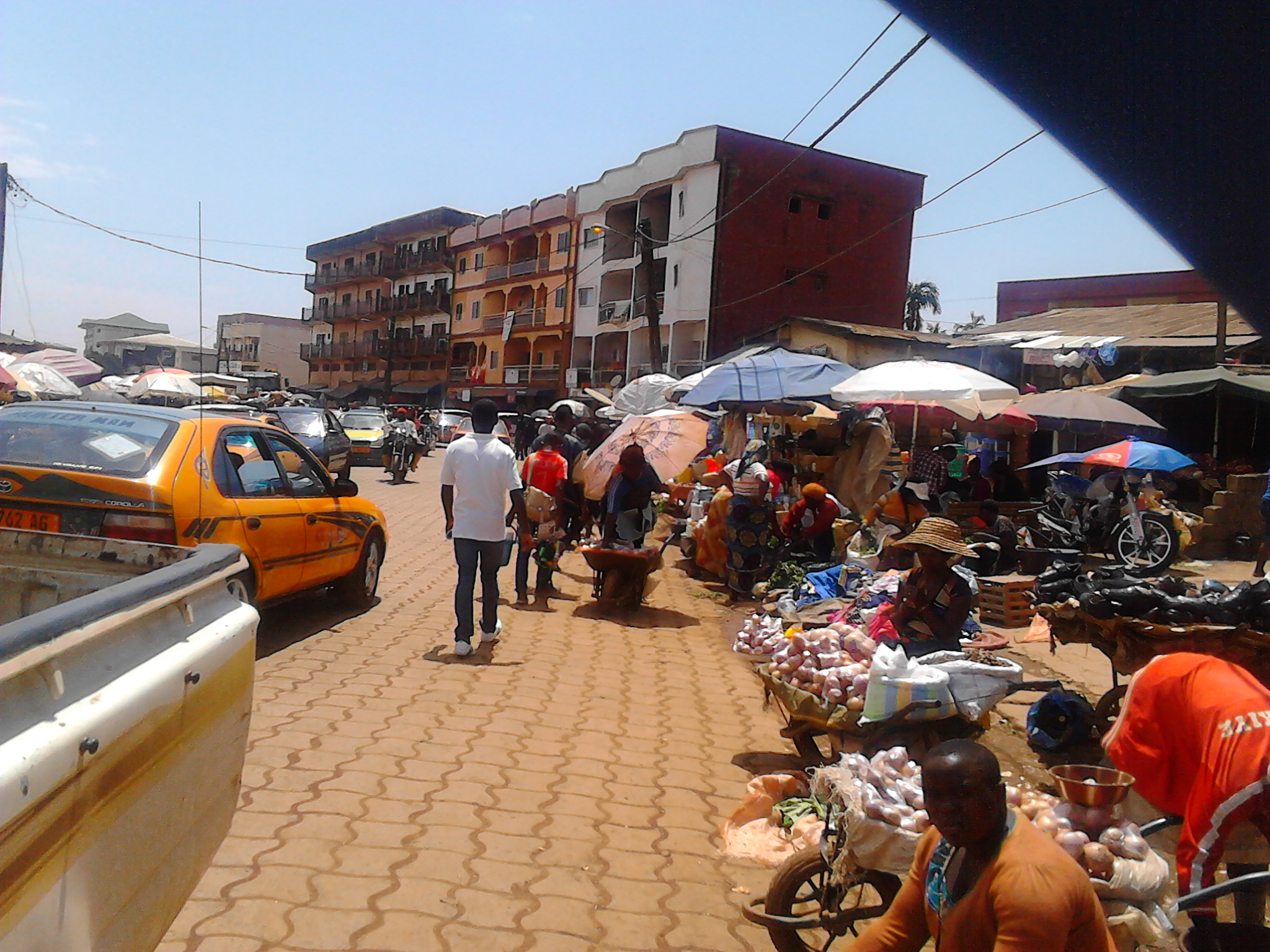
Mehrfachhandel

Die Stadt ist ein bedeutender Handelsplatz und Verkehrsknotenpunkt mit dem Flughafen Bamenda und Straßenverbindungen zu Kameruns bedeutendsten Städten, Yaoundé und Douala. Betriebe zur Kaffeeverarbeitung, Seifenherstellung, diverse metallverarbeitende Betriebe und auch Elektrohandwerk haben sich hier angesiedelt, ebenso mehrere Behörden. Bamenda verfügt über Banken, Postamt, Tankstellen und Nachtclubs. Darüber hinaus bestehen hier diverse Möglichkeiten der schulischen Aus- und Fortbildung bis hin zu Universität.

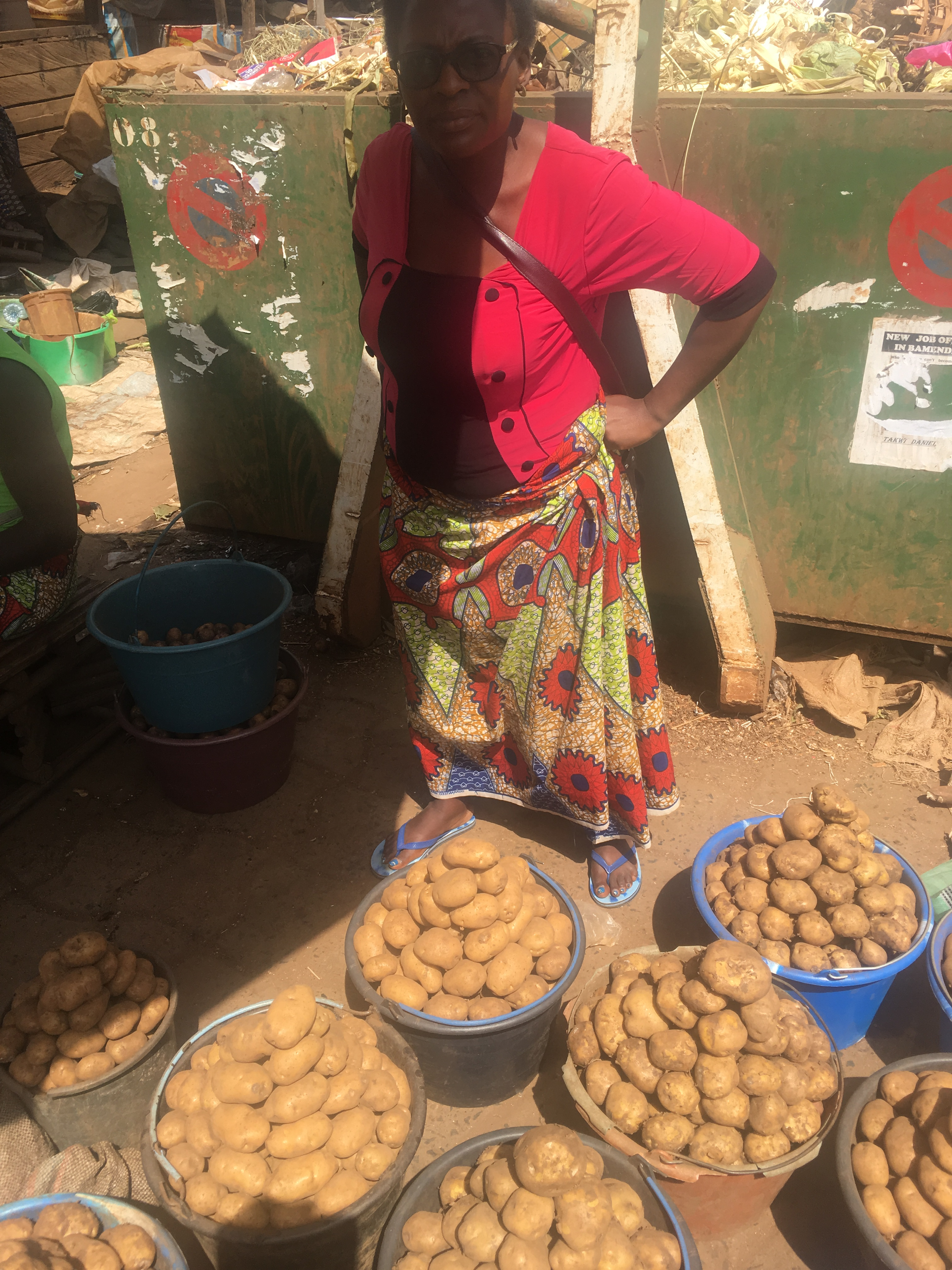
Kartoffelhandel
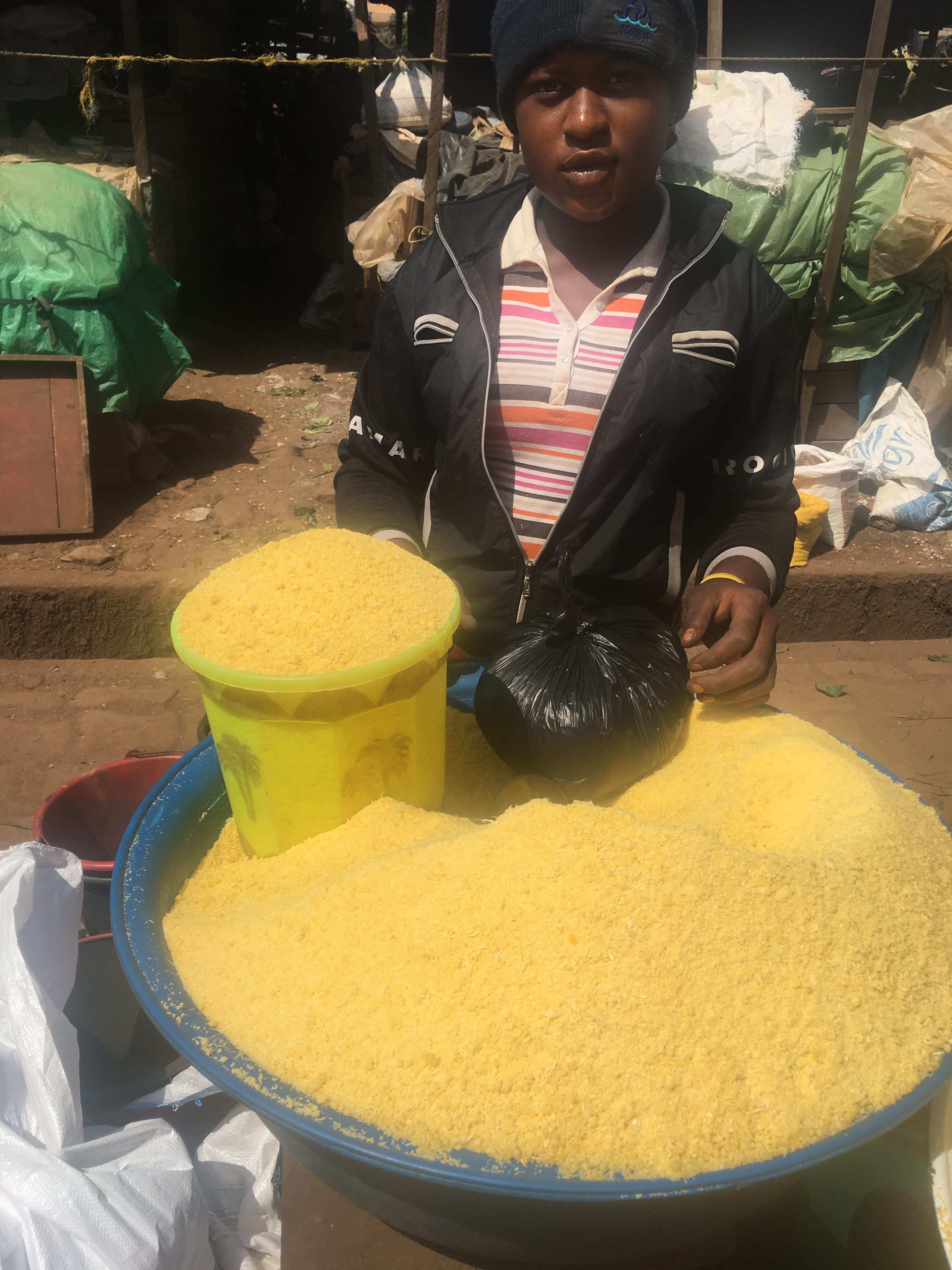
tapioca Handel
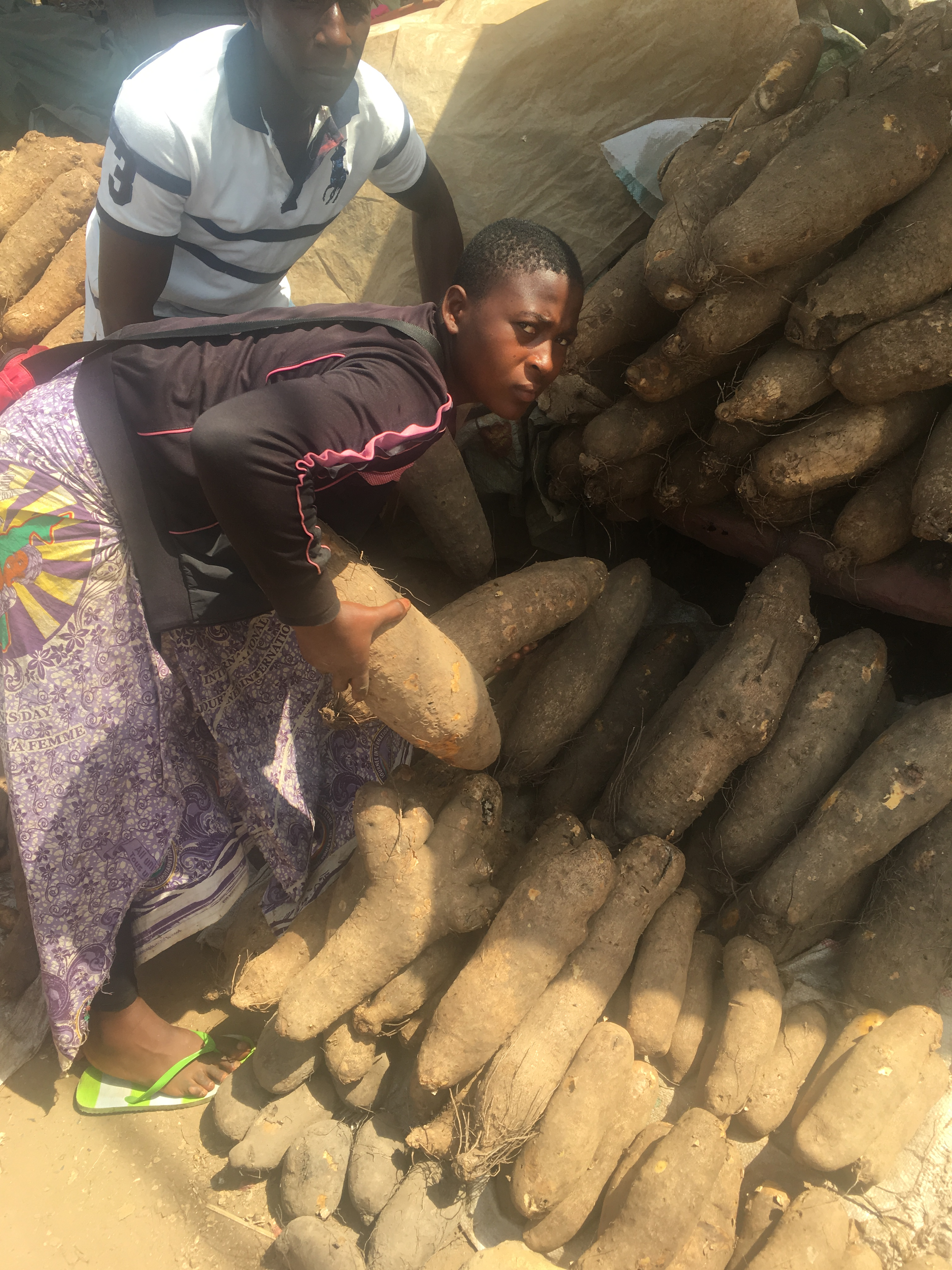
Yam Handel
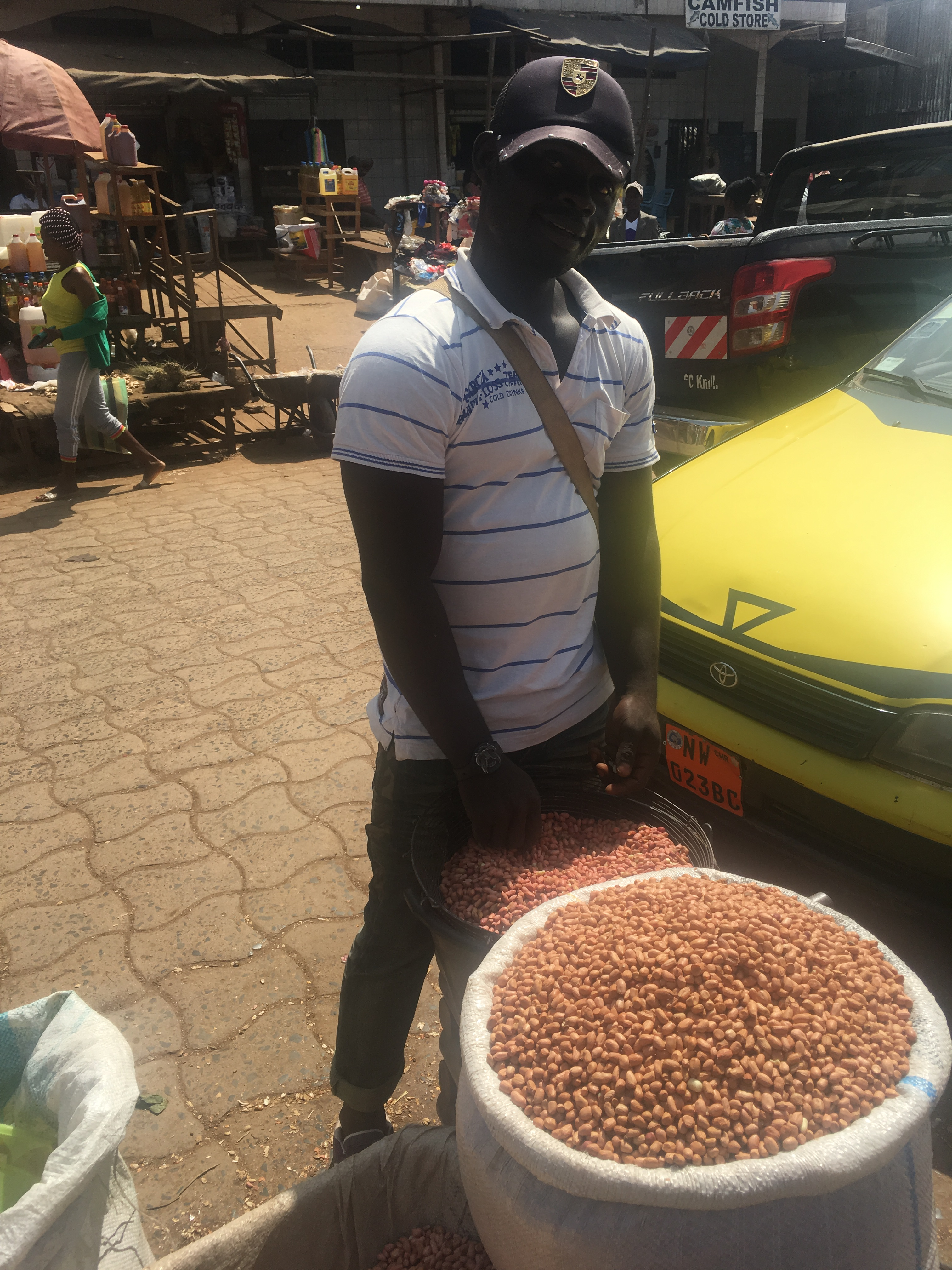
Erdnusshandel

## Bildung

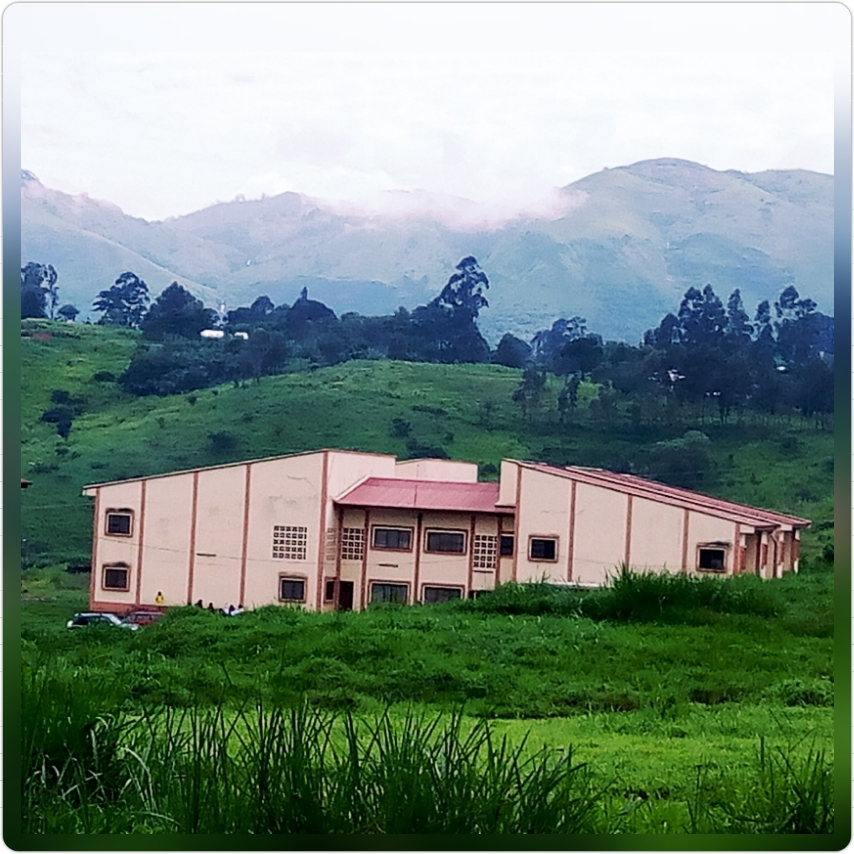
Bambili, university of Bamenda

Bamenda University of Science & Technology - BUST
Die private Bamenda University of Science and Technology (BUST) wurde von der Industrial and Educational Development Company Ltd (INDECO) am 12. Oktober 1995 ins Leben gerufen. INDECO und die Universität wurden von John Ngu Foncha mit der Unterstützung der Kameruner Regierung gegründet und begannen ihren Lehrbetrieb 1998. BUST ist eine vierjährige Kunst-, Wissenschafts- und Technologieuniversität.
Der wissenschaftliche Hauptpartner ist die Universität von Buéa, aber auch andere Partnerschaften sind aktiv, so zu der University of Dschang. Die Bamenda University of Science and Technology ist Partner der Universität Osnabrück und der University of Wales in Bangor. Die Bamenda University of Science & Technology bietet auch vollständige Online-Studien an.
The University of Bamenda
Die staatliche University of Bamenda ist in seiner Geschichte unmittelbar mit dem Cameroon College of Arts, Science and Technology (CCAST) und der Ecole Normale Superieure Annex (ENSAB) Bambili verbunden. Dieses College wurde 1962 in privater Initiative gegründet, um Reformen in der Bildungsinitiative von Westkamerun umzusetzen. Auch diese Bildungseinrichtung ist direkt mit John Ngu Foncha, dem späteren Premierminister von Kamerun verbunden. Die endgültige Gründung erfolgte im Jahre 2011.
Angeschlossene Schulen
- College of Technology
- Higher Institute of Commerce and Management
- Higher Institute of Transport and Logistics
- Higher Teacher Training College
- Higher Technical Teacher Training College

Diese Schulen bildeten die Vorläufer der heutigen Universität.

## Bevölkerung
Die früher als „Tikar“ klassifizierte einheimische Bevölkerung spricht als Muttersprache Mendankwe-Nkwen. Als wirtschaftliches Oberzentrum zieht Bamenda aber auch zahlreiche Menschen aus anderen Teilen Kameruns an. Verkehrssprachen sind Pidgin-Englisch und Englisch. Damit ist Bamenda die größte Stadt der anglophonen Minderheit im Land. Zugleich ist dies der Grund dafür, dass sich hier ein wichtiges Zentrum der oppositionellen Sozialdemokratischen Front entwickelt hat und die Stadt aus Sicht der Regierung Paul Biyas als politischer Unruheherd gilt.
Die Bevölkerungsentwicklung der Stadt: 
| Jahr             | Einwohner |
| ---------------- | --------- |
| 1976 (Zensus)    | 48.111    |
| 1987 (Zensus)    | 110.690   |
| 2005 (Zensus)    | 269.530   |
| 2012 (Schätzung) | 350.000   |

## Religion
Bamenda ist Sitz eines katholischen Erzbistums.

## Sehenswürdigkeiten
Indigenes Kunsthandwerk, Masken und Figuren der Graslandethnien sind in einem kleinen städtischen Museum bzw. Geschäft am Markt zu sehen.
Aus der deutschen Kolonialzeit sind noch zahlreiche Gebäude vorhanden, darunter das Fort Bamenda, eine über der Stadt thronende Festungsanlage, und der deutsche Friedhof.
Relativ nah gelegen ist der Nyos-See im vulkanischen Gebirge Oku, bekannt durch den tödlichen CO2-Austritt 1986. Auch die Ortschaften Bali und Bafut sind nur unweit von Bamenda. Bafut liegt ca. 15 km nördlich von Bamenda in Verlängerung zum Flugplatz, Bali liegt westlich von Bamenda.
Zudem ist Bamenda der Ausgangspunkt für die kleine und große „Ring-Road“, eine Straße, die durch die bedeutendsten Ort- und Landschaften des „Graslandes“ führt. Abschnittweise ist die Ringroad asphaltiert, andere Abschnitte können hingegen in einem sehr schlechten Zustand sein.
Der Flugplatz von Bamenda wird auch militärisch genutzt; sein Lettercode ist FKKV.

## Persönlichkeiten (alphabetisch)
- Andy Allo (* 1989),  Musikerin
- John Fru Ndi (1941–2023),  Politiker
- Blaise Mamoum (* 1979), Fußballspieler
- Carine Mbuh Ndoum Yoh (* 1993), Fußballspielerin
- Terrence Ngassa (* 1974), Jazzmusiker
- John Ngu Foncha (1916–1999), Politiker
- Junior Pope (1984–2024), nigerianischer Schauspieler und Filmemacher
- Pius Suh Awa (1930–2014), Bischof von Buéa
- Stephen Sama (* 1993), Fußballspieler